# 2010

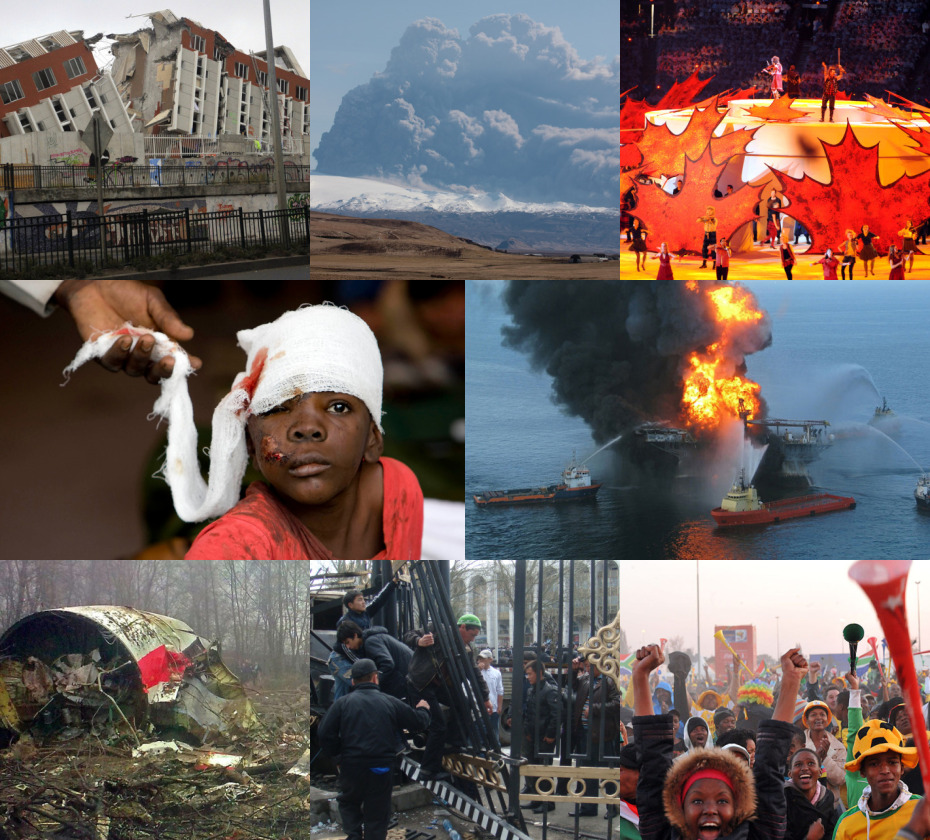
Desde arriba a la izquierda, en el sentido de las agujas del reloj: El terremoto de Chile de 2010 fue uno de los más fuertes registrados en la historia; La erupción del Eyjafjallajökull de 2010 en Islandia interrumpe los viajes aéreos en Europa; Una escena de la ceremonia de apertura de los Juegos Olímpicos de Invierno de 2010 en Vancouver, Columbia Británica, Canadá; La explosión de la plataforma de perforación de Deepwater Horizon y el posterior derrame de petróleo se convierte en el peor derrame de petróleo marino de la historia; Los espectadores ven un partido de fútbol con sus famosas vuvuzelas durante la Copa Mundial de Fútbol de 2010, que se celebró en Sudáfrica y que ganó España; personas que ingresan a la Casa Blanca en Biskek el 7 de abril durante la Revolución kirguisa de 2010; accidente del Tu-154 de la Fuerza Aérea de Polonia que mató al presidente polaco Lech Kaczyński; un niño recibe tratamiento por lesiones tras el terremoto de Haití de 2010 que mató a unas 100.000 - 250.000 personas.

2010 (MMX) fue un año común que comenzó en viernes según el calendario gregoriano. Fue también el número 2010 anno Dómini o de la designación de Era Cristiana, además del décimo del siglo XXI y del III milenio, el último de la primera década del siglo XXI y el primer año del decenio de los años 2010.
Este año fue testigo de una multitud de desastres naturales y ambientales, como el terremoto de Haití de 2010, el derrame de petróleo de Deepwater Horizon, el terremoto de Chile de 2010 y la erupción del Eyjafjallajökull de 2010. La pandemia de gripe porcina, que comenzó el año anterior, se disipó este año. Además, la Organización para la Cooperación y el Desarrollo Económicos (OCDE) obtuvo cuatro nuevos miembros; Chile, Eslovenia, Israel y Estonia. En 2010 también se produjeron avances tecnológicos, como el lanzamiento del iPad, el lanzamiento público de Instagram y el primer atrapamiento exitoso de antimateria.
Otros acontecimientos importantes fueron la inauguración del edificio más grande del mundo el Burj Khalifa y la filtración masiva de documentos diplomáticos de Estados Unidos por parte de WikiLeaks, considerada la filtración más grande de la historia de los Estados Unidos.
Fue designado como el Año del tigre, según el horóscopo chino; el Año del Centenario de la Revolución mexicana, según el Gobierno de México; el Año del Bicentenario de la Independencia de México, según el Gobierno de México, el Año Internacional de la Diversidad Biológica, según la ONU; el Año Internacional de Acercamiento de las Culturas, según la ONU; el Año del Bicentenario del inicio del proceso de Independencia de Argentina, según el Gobierno de Argentina; el Año 52 de la Revolución, según el Gobierno de Cuba; el Año del Bicentenario de la Independencia de Colombia, según el Gobierno de Colombia; el Año del Bicentenario del inicio del proceso de la Independencia de Chile, según el Gobierno de Chile; el Año del 1100 aniversario del Reino de León y el Año del Marino, según la OMI.

## Acontecimientos

### Enero
- 1 de enero:

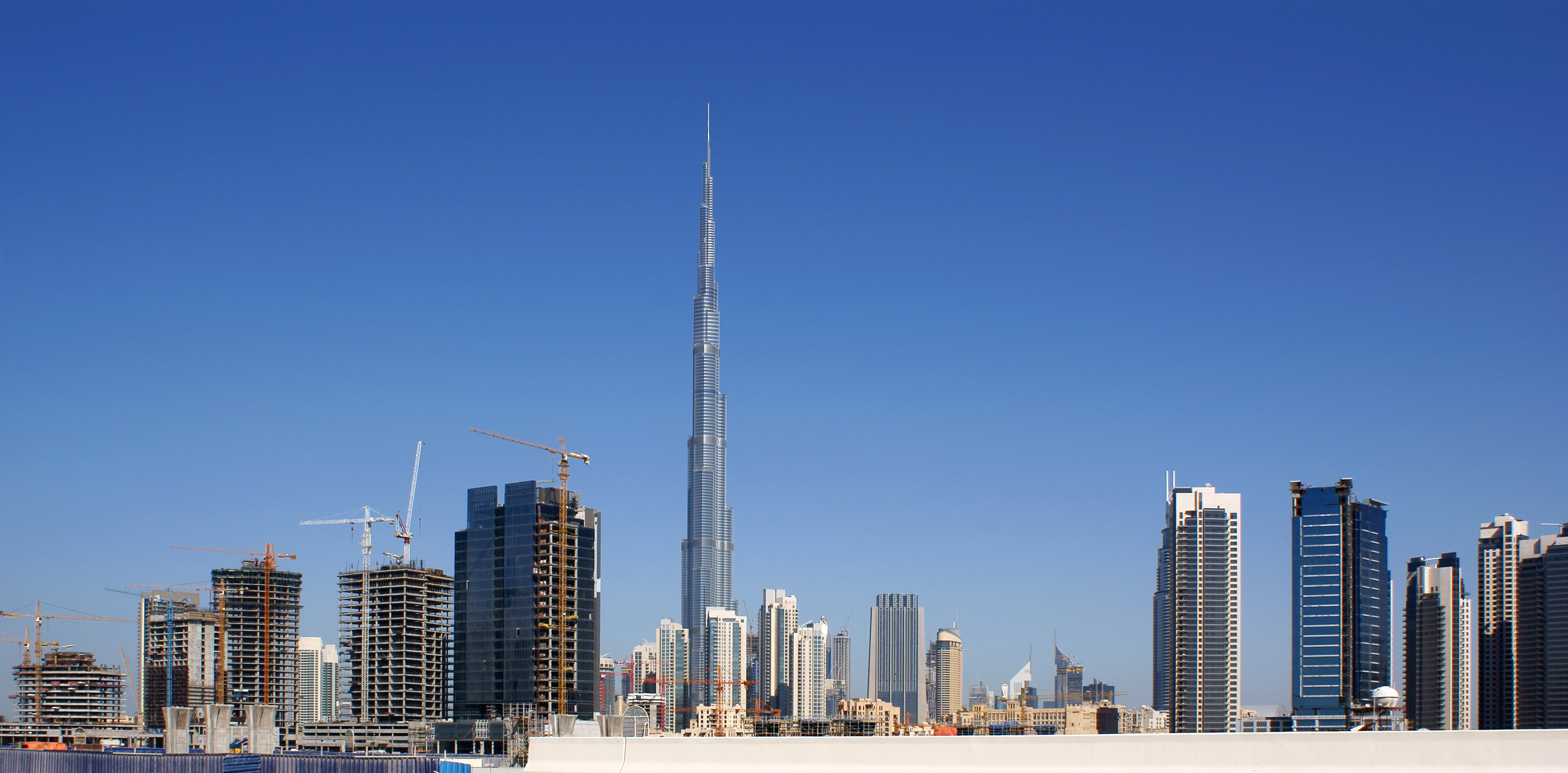
Vista del Burj Khalifa, el rascacielos más alto del mundo en Dubái.

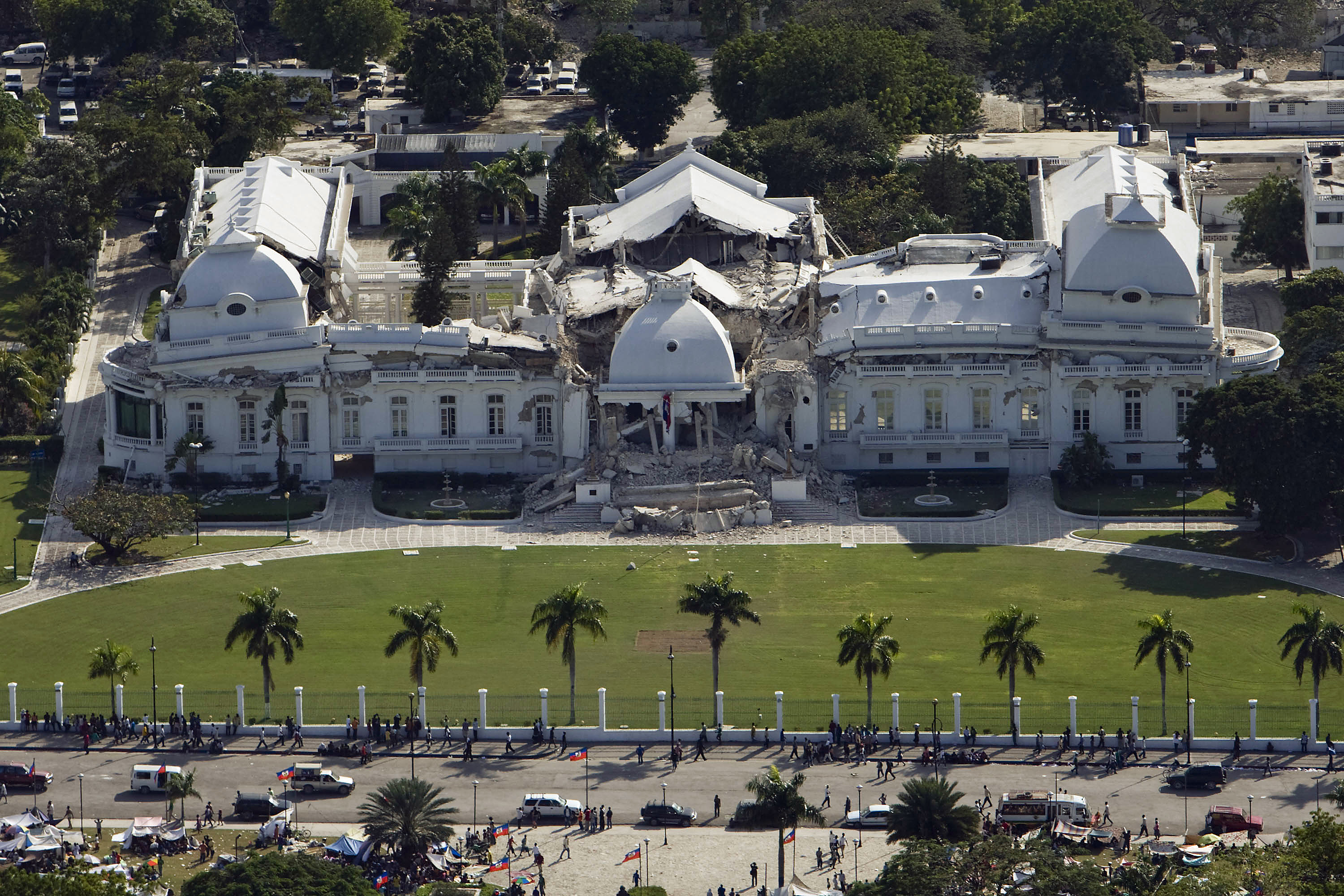
Vista del Palacio Nacional de Haití destruido tras el terremoto de enero.

  - El joven jugador de ajedrez noruego Magnus Carlsen se convierte en el número uno del mundo más joven de la Historia, al conseguir este puesto a la edad de diecinueve años y un mes.
  - España asume la Presidencia del Consejo de la Unión Europea, sucediendo a Suecia.[9]
  - Comienza el segundo Año Santo Jacobeo del III milenio, convocado en mayo de 2009.[10]
  - Comienza el segundo Año Santo en Caravaca de la Cruz concedido por la Santa Sede a perpetuidad con carácter de cada 7 años.
  - Se cumple 10 años del temido efecto 2000 (Y2K), cuyo malestar tuvo al mundo en vilo, en especial a los programas informáticos que se iban a resetear a 1980, que después no representó un problema mayúsculo para el mundo.
- 3 de enero: El Bitcoin cumple 1 año en circulación.
- 4 de enero: 
  - En Dubái (Emiratos Árabes Unidos) se inaugura el rascacielos más alto del mundo, Burj Khalifa con 828 metros.[11]
  - Un terremoto de 7,1 sacude las islas Salomón generando un tsunami de hasta 7 metros.
- 8 de enero: La selección de fútbol de Togo sufre un ataque terrorista en Cabinda, Angola causando la muerte de 3 miembros del cuerpo técnico y 8 heridos, entre ellos jugadores de la selección.
- 9 de enero: un terremoto de 6,5 sacude la ciudad de Eureka, en el estado de California.
- 10 de enero:  El animador venezolano Daniel Sarcos deja oficialmente el canal Venevisión después de 14 años de labores, se enfocará en proyectos televisivos para Ecuador y República Dominicana.
- 12 de enero: en Haití, un devastador terremoto de 7,0,[12] con epicentro a 15 kilómetros de Puerto Príncipe, deja 316.000 muertos, más de 300.000 heridos y numerosos daños materiales.[13]
- 14 de enero: Yemen declara una guerra abierta contra el grupo terrorista al-Qaeda.
- 15 de enero:
  - Eclipse anular de sol visible al norte del Océano Índico.[14]
  - En el estado Sucre (Venezuela), un leve terremoto de magnitud 5,4 en la escala de Richter ocasiona once heridos leves y escasos daños materiales.[15]
  - La guerra civil en Chad llega a su fin.
  - Honduras se retira formalmente de la Alianza Bolivariana para los Pueblos.
- 17 de enero:
  - En Chile, el político Sebastián Piñera vence en segunda vuelta al candidato de la Concertación Eduardo Frei. Por primera vez desde 1958, la centroderecha chilena logra la presidencia de la República por vía electoral.
  - En Ushuaia se produce un terremoto de magnitud 6,3 en la escala de Richter.[16]
- 19 de enero: Nuevo terremoto en Argentina, esta vez en la provincia de Tucumán. No se registraron daños materiales ni personales.[16][17]

- 22 de enero: Se decreta y se crea en Bolivia, el nuevo estado plurinacional aprobada en la nueva constitución política del estado el 22 de enero de 2009.
- 24 de enero: en Venezuela deja de emitir el canal privado de televisión RCTV Internacional, por incumplir la ley resorte.[18]
- 25 de enero: 
  - El vuelo 409 de Ethiopian Airlines se estrella en el Mediterráneo poco después de despegar del aeropuerto internacional de Beirut-Rafic Hariri, matando a las 90 personas a bordo.
  - En un bar de Ciudad de México., el futbolista paraguayo Salvador Cabañas recibe un tiro en la cabeza. Se recuperará tras varios meses de internación.
- 27 de enero:
  - Entra en vigor el sucre, moneda virtual del ALBA.[19]
  - Porfirio Lobo asume la presidencia de Honduras para el período 2010-2014.

### Febrero
- 3 de febrero: en Londres, la escultura L'Homme qui marche I, de Alberto Giacometti, se vende por 65 millones de libras esterlinas (103,7 millones de dólares), estableciendo un nuevo récord mundial para una obra de arte vendida en una subasta.[20]
- 4 de febrero: se efectúa la primera transacción comercial con el SUCRE, entre Cuba y Venezuela.[21]
- 5 de febrero: en Buenos Aires, Argentina, inicia sus actividades la Policía Metropolitana.[22]
- 7 de febrero: Se llevan a cabo elecciones en Costa Rica para elegir Presidente, diputados y munícipes, Laura Chinchilla se convierte en la primera mujer presidenta de la historia de Costa Rica.[23]
- 10 de febrero: El gobierno australiano es golpeado por ataques cibernéticos de activistas por la libertad de expresión, luego de las recientes restricciones australianas a la pornografía.[24]
- 15 de febrero: En México, inicia sus transmisiones a través de la televisión por cable, FOROtv, el canal de noticias de Televisa, sucesora del canal de noticias de la misma empresa ECO.Daños sufridos por un edificio en Concepción, ubicado a unos 100 kilómetros al sur del epicentro durante el terremoto de Chile de 2010.

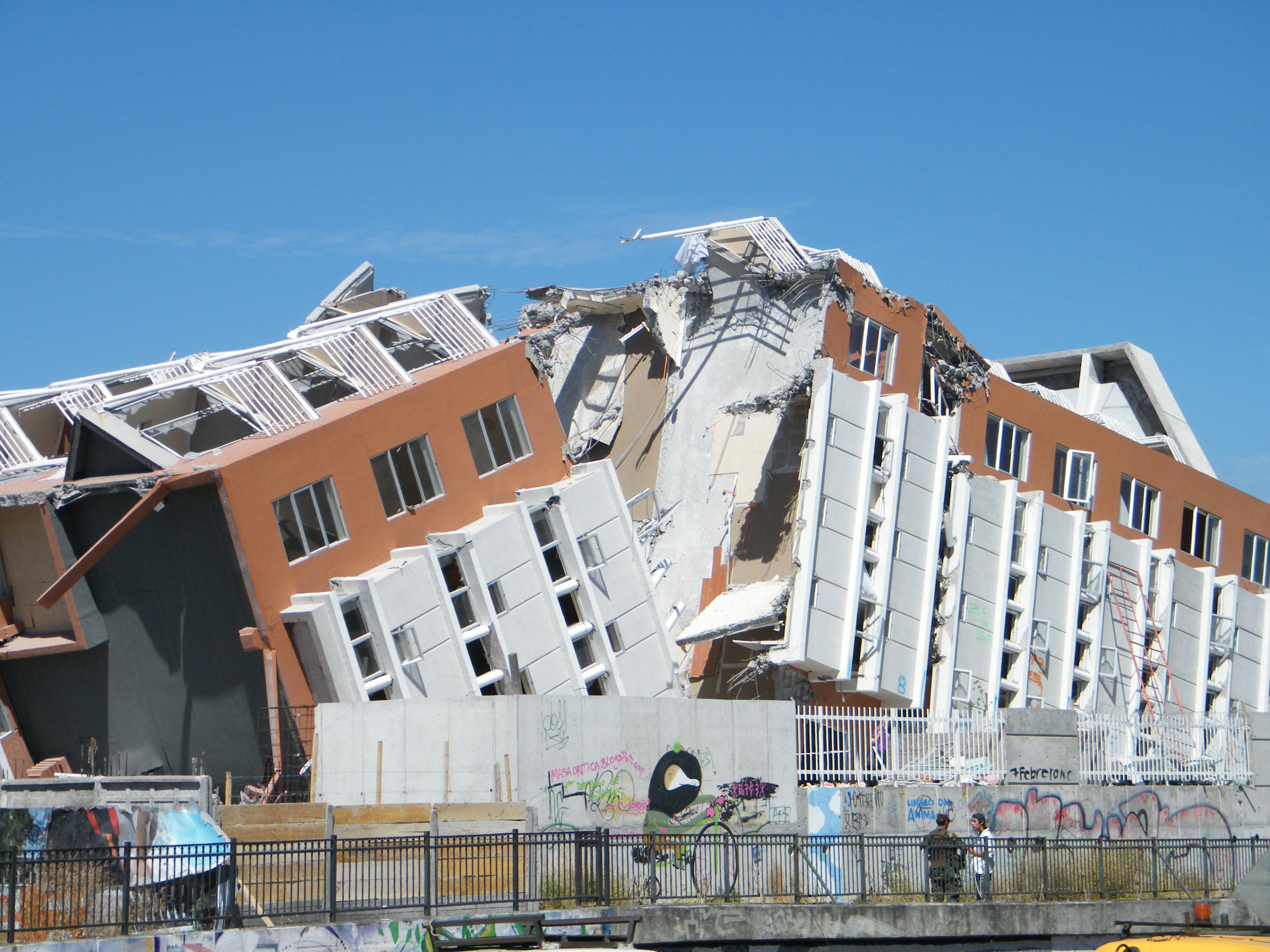
Daños sufridos por un edificio en Concepción, ubicado a unos 100 kilómetros al sur del epicentro durante el terremoto de Chile de 2010.

- 18 de febrero: El presidente de Níger, Mamadou Tandja, es derrocado después de que un grupo de soldados irrumpe en el palacio presidencial  una junta gobernante, el Consejo Supremo para la Restauración de la Democracia encabezado por el comandante Salou Djibo.
- 22-23 de febrero: se celebra en Playa del Carmen, México, la XXI Cumbre de Río con la participación de treinta y dos países de América Latina y el Caribe.[25]
- 26 de febrero: Huelga de hambre de presos políticos cubanos de 2010.
- 27 de febrero:
  - En Chile, un fuerte terremoto de 8,8, con epicentro en la Región del Biobío, y un devastador tsunami dejan 550 muertos, varios heridos y numerosos daños materiales, siendo el sexto terremoto más fuerte jamás registrado de la historia.[26]
  - Otro terremoto de 6,3 afecta la ciudad argentina de Salta dejando 2 muertos y decenas de heridos, pero sin tener relación directa con el primero según expertos en el tema.[27]

### Marzo

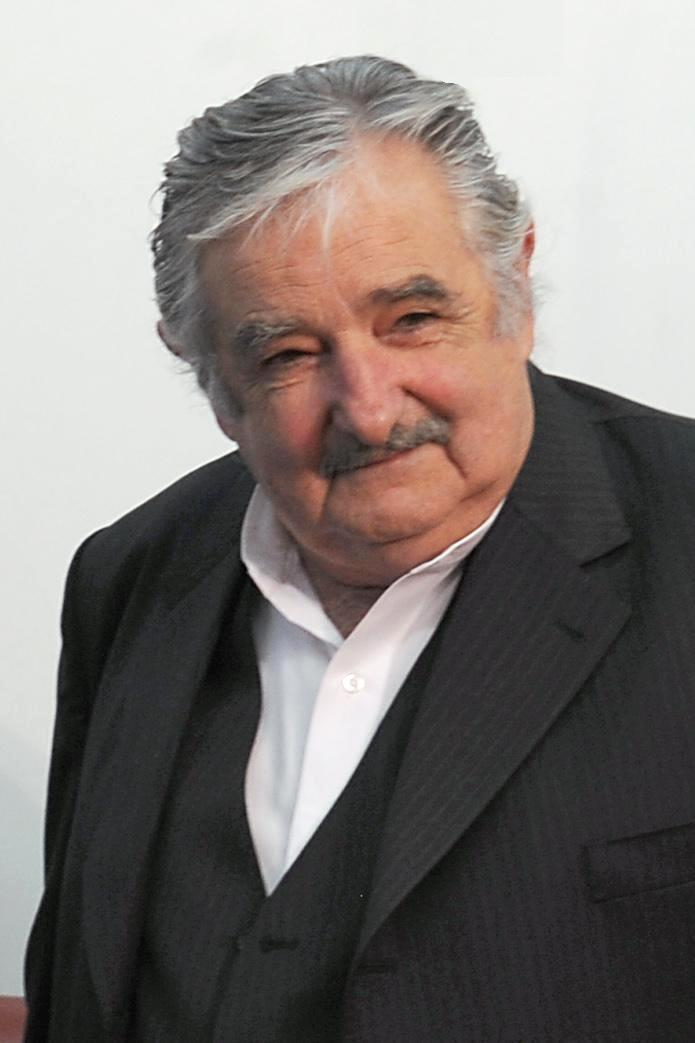
José Mujica, Presidente de Uruguay 2010–2015.

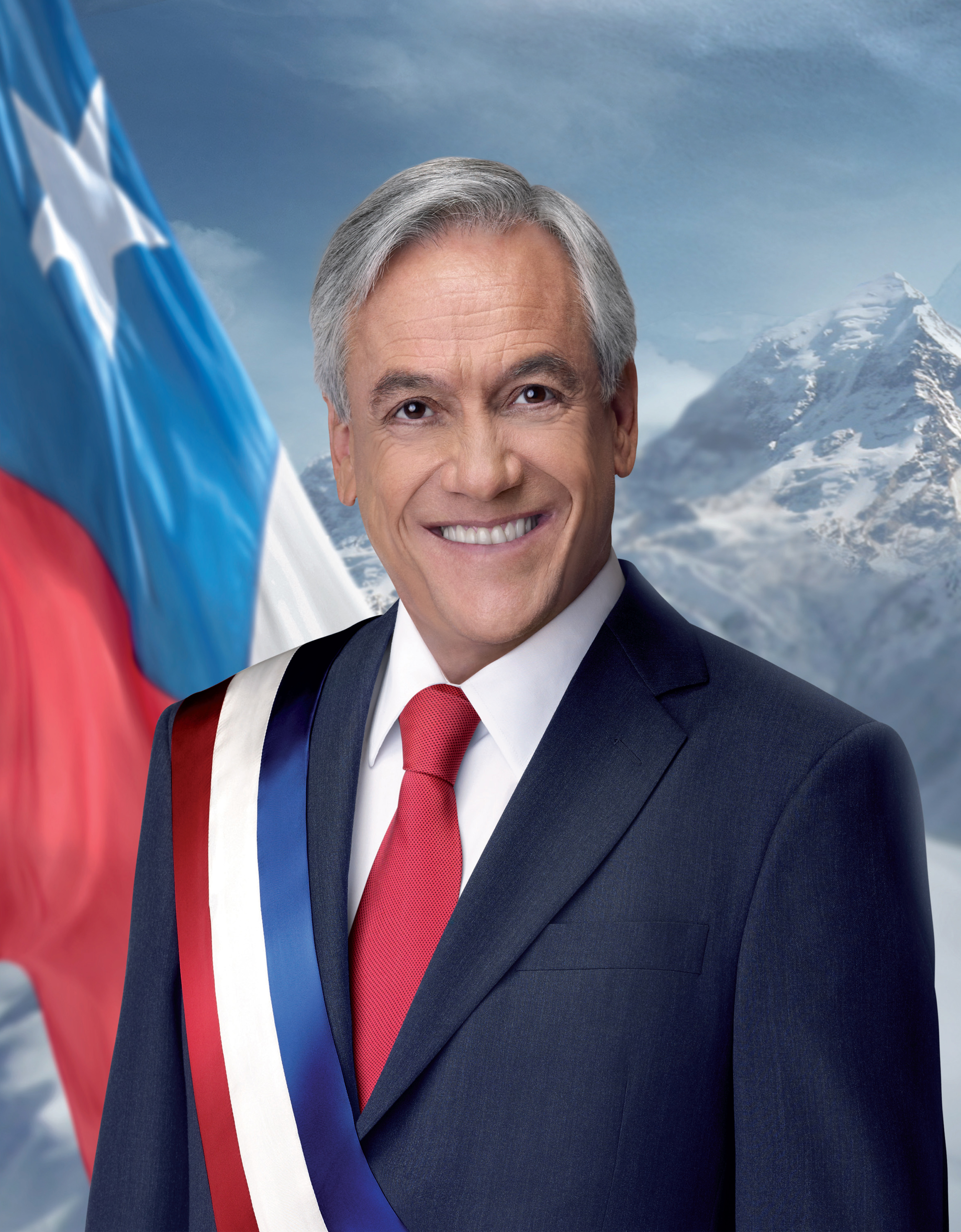
Sebastián Piñera, Presidente de Chile 2010–2014. Primer presidente de derecha elegido democráticamente desde el Retorno a la Democracia de 1990 en dicho país.

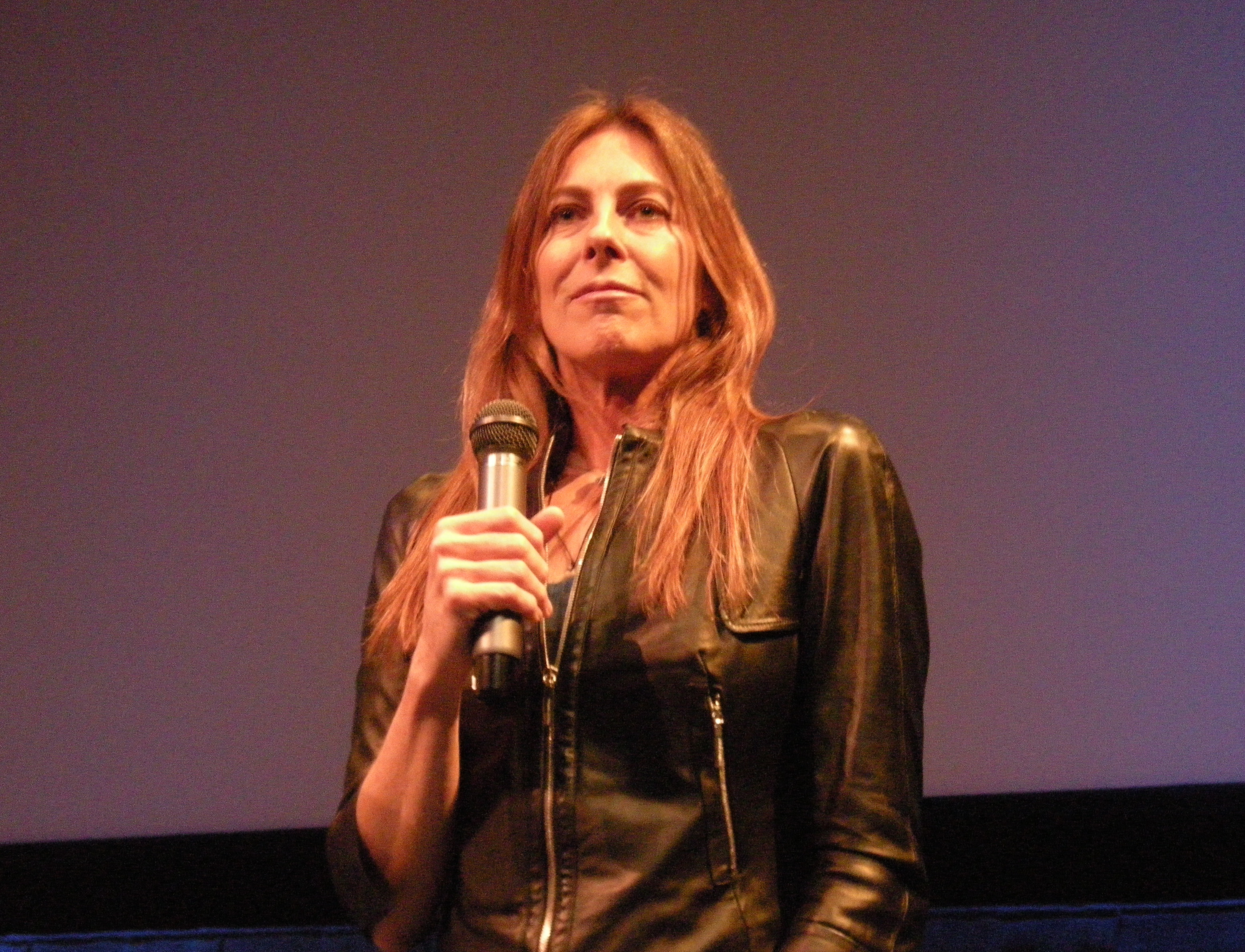
Kathryn Bigelow, la primera mujer que gana el Óscar al mejor director por la película The Hurt Locker.

- 1 de marzo: en Uruguay asume el nuevo presidente José Mujica para el período 2010-2015, sucediendo a Tabaré Vázquez.[28]
- 4 de marzo: 
  - En Chile sucede un nuevo terremoto, esta vez en Calama.[29]
  - En Taiwán, se registra un terremoto de 6,3 que deja decenas de heridos
- 7 de marzo:
  - En Irak se celebran elecciones parlamentarias, las segundas con la nueva Constitución, para el Consejo de Representantes; cuyos parlamentarios eligen a su vez al presidente y al primer ministro.[30]
  - Kathryn Bigelow se convierte en la primera mujer de la historia en ganar el Óscar a la mejor dirección en la entrega número 82 de los Premios Óscar por la película The Hurt Locker. Cinta que también se hizo acreedora de otras cinco estatuillas en las categorías de mejor montaje, mejor edición de sonido, mejor mezcla de sonido, mejor guion original y mejor película.[31]
- 8 de marzo: En Turquía, un fuerte terremoto de 6,1 deja medio centenar de muertos.[32]
- 9 de marzo: se cumple el plazo para la entrega de la contramemoria chilena ante la Corte Internacional de La Haya, a propósito de la controversia de delimitación marítima entre Chile y el Perú.[33]
- 11 de marzo:
  - En Chile asume el 32.º presidente de Chile Sebastián Piñera para el período 2010–2014, convirtiéndose en el primer presidente (desde el retorno a la democracia en 1990) del espectro político de derecha elegido democráticamente en dicho país desde 1958, con el inicio de su mandato se marca el término de los 20 años consecutivos de gobiernos de la Concertación.[34]
  - En el sur de Chile se registran dos nuevos terremotos de 6,9 y 7,0, dejando 1 fallecido y varios daños materiales, la mayoría de estos fueron derrumbes en edificaciones ya dañadas por el terremoto del 27 de febrero.
- 14 de marzo:
  - En Colombia se realizan elecciones legislativas.[35]
  - En Chile se produce un corte del suministro de energía eléctrica, desde la Región de Antofagasta hasta la Región de los Lagos, afectando a más del 80 % de la población.[36][37]
- 22 de marzo: Paulette Gebara Farah, de cuatro años, desaparece de la casa de su familia ubicada en Huixquilucan, Estado de México y es encontrada sin vida en su propia habitación el 31 de marzo.[38]
- 26 de marzo: en Irak luego de un largo escrutinio de casi tres semanas se anuncian los resultados oficiales definitivos de las elecciones parlamentarias; resulta ganadora con mayoría relativa y un margen muy estrecho la coalición encabezada por el ex primer ministro Iyad Allawi, pero la ausencia de mayoría absoluta y las denuncias de fraude del actual primer ministro Nuri al Maliki (cuya coalición obtuvo el segundo lugar) no permiten despejar la duda sobre quien encabezará el próximo gobierno del país.[39][40]
- 27 de marzo: se celebra la hora del planeta, en más de cuatro mil ciudades de 125 países, para concienciar en la lucha contra el cambio climático apagando las luces durante una hora.[41]
- 29 de marzo: en Moscú (Rusia) tienen lugar atentados terroristas en estaciones del metro, causando decenas de muertos y heridos.[42]

### Abril
- 3 de abril: Se lanza el primer IPad.
- 4 de abril: en el municipio de Mexicali (México), un fuerte terremoto de 7,2 sacude el norte de Baja California y el sur del estado de California (Estados Unidos).
- 5 de abril: Julian Assange filtra imágenes de un ataque aéreo en Irak en 2007 titulado "Asesinato colateral" en el sitio web WikiLeaks.[43]
- 6 de abril: en el estado de Río de Janeiro, Brasil, un fuerte temporal de lluvia deja 28,8 cm de agua caída en 24 horas provocando inundaciones y aludes de barro con un saldo de más de doscientos muertos.[44]
- 7 de abril: 
  - En Kirguistán el presidente Kurmanbek Bakíev es derrocado por un levantamiento popular causado por la brutal represión de militares y policías a las manifestaciones convocadas por la oposición en la capital del país, Biskek; y que degeneró en sangrientos combates callejeros entre las fuerzas de seguridad y manifestantes fuertemente armados. Luego de la huida del presidente de la capital, un gobierno provisional formado por los líderes de la oposición asumió el poder de facto y se aseguró el apoyo de las Fuerzas Armadas y la policía.[45]
  - En la isla indonesia de Sumatra se registra un terremoto de 7,8 que emite una alerta de tsunami que deja 62 heridos.
- 8 de abril: en Praga (República Checa), Dmitri Medvédev (presidente de Rusia) y Barack Obama (presidente de Estados Unidos), firman el histórico tratado START III de reducción de armas nucleares, el más ambicioso hasta la fecha; que fija un tope máximo de 1550 ojivas nucleares para cada uno de los dos países luego de un plazo de desarme de unos años.[46]
- 10 de abril: en Rusia se estrella un avión Tupolev Tu-154, durante la maniobra de aterrizaje en la base aérea de Smolensk, falleciendo todos sus ocupantes, entre ellos el presidente polaco Lech Kaczyński.[47]
- 11 de abril: en Hungría se celebra la primera vuelta de las elecciones parlamentarias, obteniendo una aplastante victoria el partido de derecha Fidesz, lo que permitirá a su líder Viktor Orbán ser el próximo primer ministro.[48]
- 14 de abril: en la provincia china de Qinghai, un terremoto de 6,9 deja 2.968 muertos y más de 12.000 heridos.[49]
- 15 de abril: la erupción del volcán Eyjafjalla en Islandia arroja cenizas a la atmósfera que paralizan el tránsito aéreo del norte de Europa.[50]
- 18 de abril: en la República Turca del Norte de Chipre (estado independiente de facto, sólo reconocido por Turquía) se celebran elecciones presidenciales y el ganador es el actual primer ministro, el nacionalista Derviş Eroğlu, que derrotó al actual presidente y aspirante a la reelección Mehmet Ali Talat; lo que podría bloquear las negociaciones para la reunificación con Chipre.[51]
- 18 de abril: Un terremoto de 5,6 sacude Afganistán provocando la muerte de 11 personas.
- 20 de abril: 
  - Un terremoto de 5,2 sacude la ciudad australiana de Kalgoorlie.

Los remolcadores de manejo de anclas y los buques de suministro de plataformas combaten el incendio en Deepwater Horizon mientras la Guardia Costera de los Estados Unidos busca a la tripulación desaparecida.

  - Los remolcadores de manejo de anclas y los buques de suministro de plataformas combaten el incendio en Deepwater Horizon mientras la Guardia Costera de los Estados Unidos busca a la tripulación desaparecida.en el Golfo de México, la plataforma de perforación petrolera Deepwater Horizon explota y mata a 11 trabajadores. El derrame de petróleo resultante de Horizon, uno de los más grandes de la historia, se extiende durante varios meses, dañando las aguas y la costa de los Estados Unidos, y provocando debates internacionales y dudas sobre la práctica y los procedimientos de perforación en alta mar.[52]
- 22 de abril: En el Golfo de México, la planta Deepwater Horizon de la BP se hunde luego de un incendio de dos días, iniciando uno de los derrames petroleros en mar abierto del mundo.
- 25 de abril:
  - En Austria se celebran elecciones presidenciales y es reelecto el actual presidente, el socialdemócrata Heinz Fischer, con una mayoría aplastante.[53]
  - En Hungría se celebra la segunda vuelta de las elecciones parlamentarias, que ratifica y amplía la aplastante mayoría obtenida por el partido de derecha Fidesz en la primera vuelta; por lo que su líder Viktor Orbán encabezará el próximo gobierno.[54]
  - En Cuba se celebran elecciones municipales.[55]
- 26 de abril: Estados Unidos extradita a Francia al exdictador panameño Manuel Antonio Noriega (derrocado por la Invasión estadounidense de Panamá de 1989), luego de pasar más de veinte años en una prisión federal estadounidense (más de 17 años cumpliendo condena por narcotráfico y más de dos años y medio a la espera de la extradición solicitada por la justicia francesa); en Francia deberá ser sometido a juicio y podría serle ratificada una condena a diez años de prisión que le fue dictada en ausencia por lavado de dinero relacionado con el narcotráfico.[56][57]
- 27 de abril: Standard & Poor's rebaja la calificación crediticia soberana de Grecia a basura, 4 días después de la activación de un rescate de 45.000 millones de euros entre la UE y el FMI, lo que provocó la caída de los mercados bursátiles de todo el mundo y del valor del euro una crisis de deuda soberana europea.
- 30 de abril: se inaugura en Shanghái, China, la Exposición Universal que se celebra hasta el 31 de octubre bajo el lema "Mejor ciudad, mejor vida".[58][59]

### Mayo
- 2 de mayo: la eurozona y el Fondo Monetario Internacional acuerdan un paquete de rescate de 110.000 millones de euros para Grecia. El paquete incluye fuertes medidas de austeridad griegas..[60][61][62]
- 4 de mayo: 
  - el expresidente argentino Néstor Kirchner es designado secretario general de la UNASUR.
  - en Nueva York, desnudo, hojas verdes y busto de Pablo Picasso se vende por 106,5 millones de dólares, estableciendo otro nuevo récord mundial para una obra de arte vendida en una subasta.[63]
- 5 de mayo: Incidentes durante la huelga general en Grecia en oposición al plan de ajuste propuesto por el gobierno para enfrentar la crisis provocan la muerte de 3 personas a raíz del incendio de una sucursal bancaria.[64]
- David Cameron es elegido primer ministro británico.6 de mayo: 

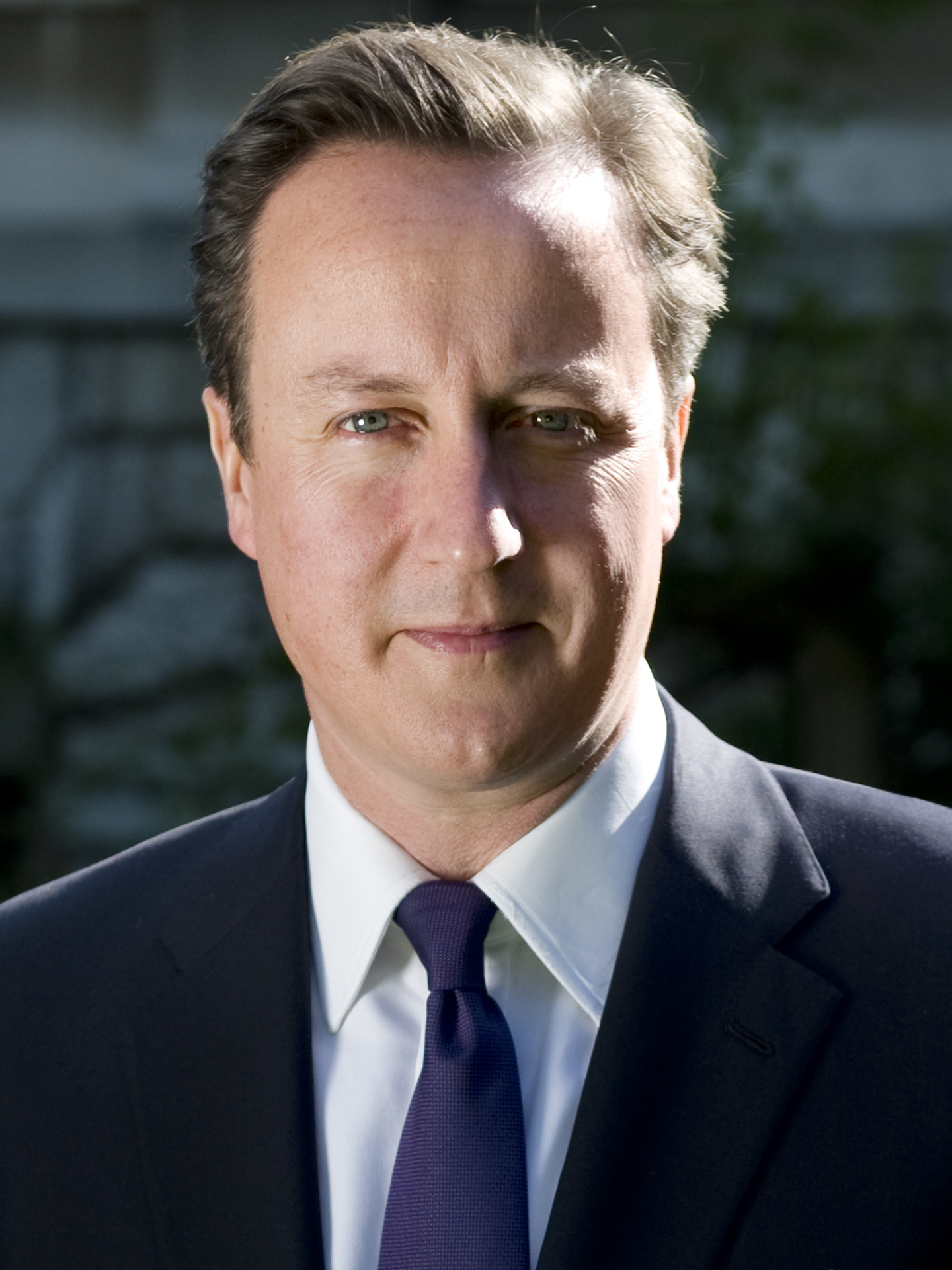
David Cameron es elegido primer ministro británico.

  - en el Reino Unido se celebran elecciones parlamentarias; el Partido Conservador y su líder David Cameron obtienen la victoria, pero sin alcanzar la mayoría absoluta, por lo que inician negociaciones con el Partido Liberal Demócrata (que llegó de tercero en los comicios) para intentar formar un gobierno de coalición y garantizar así la elección de Cameron como Primer ministro.[65][66]
  - El flash crash de 2010, un desplome bursátil de un billón de dólares, se produce en 36 minutos, iniciado por una serie de programas de trading automatizados en un bucle de retroalimentación.[67]
- 7 de mayo:
  - Chile se convierte en el miembro número 31 de la OCDE.
  - Los científicos que llevan a cabo el proyecto del genoma neandertal anuncian que han secuenciado suficiente genoma neandertal para sugerir que los neandertales y los humanos pueden haberse cruzado.[68]

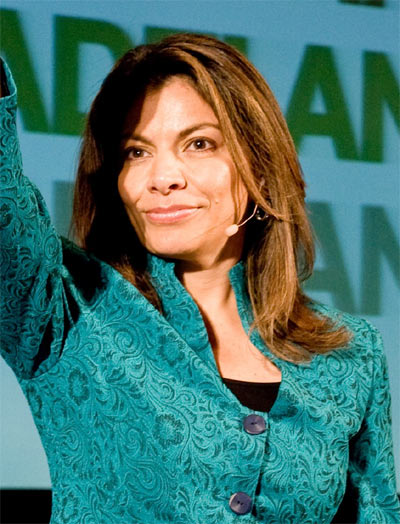
Laura Chinchilla primera mujer Presidenta de Costa Rica.

- Laura Chinchilla primera mujer Presidenta de Costa Rica.8 de mayo: Laura Chinchilla Miranda toma posesión de la presidencia de Costa Rica para el período 2010-2014 y se convierte en la primera mujer presidenta de Costa Rica.
- 9 de mayo: 
  - Se llevan a cabo las elecciones departamentales y municipales en Uruguay.
  - Un terremoto de 7,2 en Sumatra deja varios daños.
- 10 de mayo:
  - En Filipinas se celebran elecciones presidenciales; el entonces senador Benigno Aquino III (hijo de la difunta expresidenta Corazón Aquino) obtuvo la victoria según el escrutinio oficial.[69][70]
  - Se produce la mayor subida porcentual del IBEX 35, desde su creación el 14 de enero de 1992, con un alza del 14,43 %,[71] impulsada por las medidas tomadas por la Unión Europea y el FMI para proteger el euro.[72]
- 11 de mayo: David Cameron asume el cargo de Primer ministro del Reino Unido.[73]
- 12 de mayo: se estrella en el aeropuerto de Trípoli, Libia, un avión procedente de Johannesburgo, Sudáfrica, muriendo ciento tres personas y salvándose solo un niño de diez años.[74]
- 14 de mayo: En España, el juez Baltasar Garzón es suspendido en forma cautelar en sus funciones por el Consejo General del Poder Judicial, después de que el magistrado del Tribunal Supremo Luciano Varela acordara la apertura de juicio oral contra Garzón por presunta prevaricación por la decisión de declararse competente para investigar los crímenes de la represión franquista desde su juzgado de la Audiencia Nacional.[75]

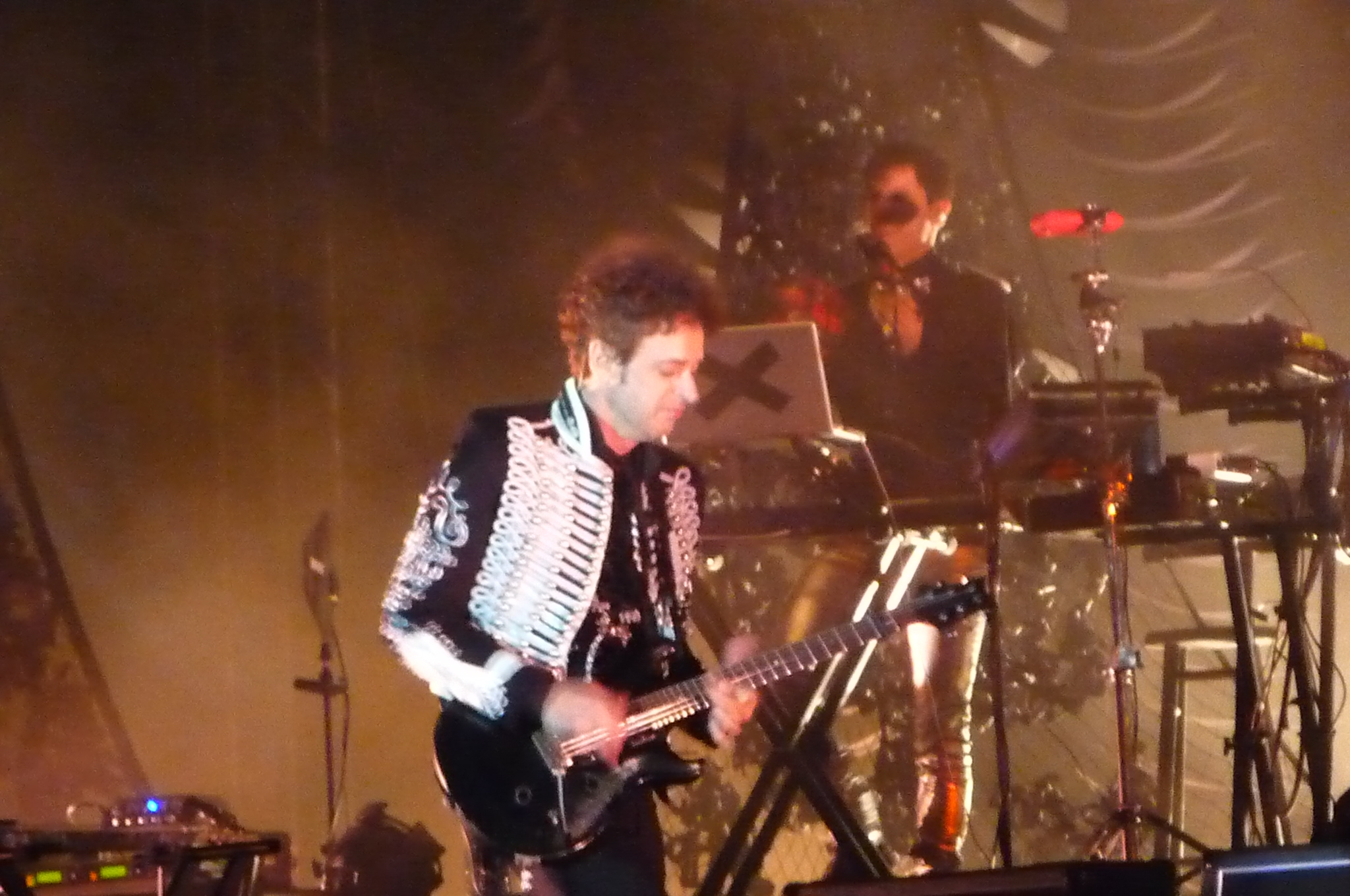
Gustavo Cerati en la Gira Fuerza Natural

- Gustavo Cerati en la Gira Fuerza Natural15 de mayo: en Caracas, Venezuela; el cantante de rock argentino y ex-vocalista de la banda Soda Stereo, Gustavo Cerati sufre una descompensación cerebral al terminar su presentación de la Gira Fuerza Natural, donde después cae en coma por ACV.
- 16 de mayo: 
  - En República Dominicana se realizan elecciones legislativas.
  - en Moca, Puerto Rico se registra un terremoto de 5,8.
- 19 de mayo: en Bangkok, Tailandia, las protestas terminan con una sangrienta represión militar, que deja 91 muertos y más de 2.100 heridos.[76]
- 20 de mayo: 
  - En Estados Unidos se anuncia la creación de la primera célula sintética con genes artificiales.[77]
  - Cinco pinturas valoradas en 100 millones de euros son robadas del Musée d'Art Moderne de la Ville de Paris.[78]
- 22 de mayo: 
  - en India, se estrella un avión, durante la maniobra de aterrizaje en el aeropuerto de Mangalore, falleciendo 158 personas de sus 166 ocupantes.[79]
  - El Inter de Milán vence al Bayern de Múnich por 2-0 en la final de la Liga de Campeones de 2010 en el Santiago Bernabéu.
- 23 de mayo: en Etiopía se celebran elecciones parlamentarias, con alta participación y denuncias de irregularidades por la oposición; se vislumbra una victoria del primer ministro Meles Zenawi, que sería así reelecto para un nuevo período al frente del gobierno.[80][81]
- 25 de mayo: en Surinam es electo presidente el exdictador y golpista Dési Bouterse, líder de una coalición de partidos de Izquierda y de Derecha.
- 26 de mayo: en Mojensho Daro (Pakistán) se registra un récord de temperatura de 53,5 °C (128.3 °F).[82]
- 28 de mayo:
  - En India un atentado de la guerrilla comunista maoísta ligada al Movimiento naxalita contra un tren de pasajeros deja al menos 145 muertos; el atentado ocurrió en el estado indio de Bengala Occidental.[83]
  - En Pakistán un ataque del grupo terrorista Tehrik e Taliban Pakistan contra dos mezquitas de la secta minoritaria musulmana Ahmadi en la ciudad de Lahore deja al menos 80 muertos.[84]
- 29 de mayo: en la República Checa concluyen las elecciones parlamentarias que comenzaron el día anterior; los resultados dan la victoria a los partidos de centroderecha encabezados por el Partido Democrático Cívico, liderado por Petr Nečas.[85][86] Se celebra la 55 edición del Festival de la Canción de Eurovisión donde Lena Meyer-Landrut de Alemania se alza con la victoria con 246 puntos.
- 30 de mayo:
  - En Colombia se celebran elecciones presidenciales; el candidato oficialista Juan Manuel Santos obtiene el primer lugar, con una mayoría superior a la que pronosticaban las encuestas, pero por estrecho margen no consigue la mayoría absoluta por lo que deberá celebrarse una segunda vuelta.[87]
  - Ivan Basso se proclama campeón del Giro de Italia, finalizado en Verona, completando el pódium David Arroyo y Vincenzo Nibali.
- 31 de mayo:
  - En aguas internacionales cerca de la Franja de Gaza, fuerzas militares de Israel atacan un convoy de barcos de activistas pro-palestinos que transportaban ayuda humanitaria a ese territorio palestino controlado por el grupo Hamás; en el ataque mueren al menos 9 activistas por disparos de soldados israelíes que alegaban estar siendo atacados por los activistas con riesgo para su vida, mientras la comunidad internacional condena la matanza.[88]
  - En Alemania renuncia el presidente Horst Köhler debido a la polémica de sus declaraciones públicas sobre el papel de Alemania en el conflicto de Afganistán.[89]

### Junio

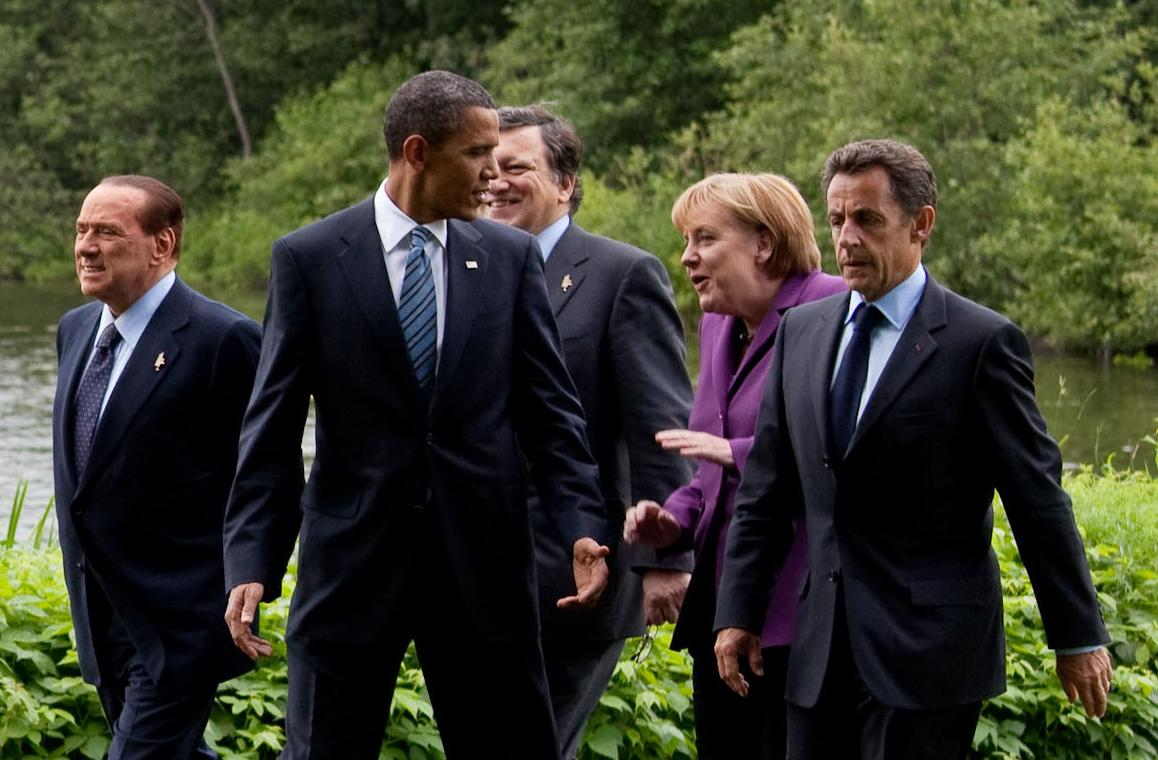
Cumbre del G8 en Muskoka, Canadá.

- 1 de junio: la tormenta tropical Agatha causa graves daños en Guatemala, Honduras y El Salvador y provoca la muerte de al menos 179 personas.[90]
- 2 de junio: en Japón renuncia el primer ministro Yukio Hatoyama debido al desplome de su popularidad en las encuestas y las presiones de su partido.[91]
- 7 de junio: en Bhopal (India), un tribunal condena a ocho directivos de la empresa estadounidense Union Carbide a dos años de prisión y a pagar unos 10 600 dólares estadounidenses por sus respectivas responsabilidades en el Desastre de Bhopal (un escape de isocianato de metilo gaseoso en una fábrica de pesticidas de esa empresa, que causó la muerte de más de 20 000 personas. La empresa no había respondido por los daños causados).
- 9 de junio: en Países Bajos se celebran elecciones parlamentarias; el Partido Popular por la Libertad y la Democracia (liberal de centroderecha) liderado por Mark Rutte obtiene el primer lugar con una diferencia muy estrecha en sufragios y una ventaja de un solo diputado sobre el Partido del Trabajo (socialdemócrata), mientras que el partido Llamada Democristiana del actual primer ministro Jan Peter Balkenende se hunde en un cuarto lugar. Debido a lo lejano que está cualquier partido de la mayoría absoluta se pronostican largas negociaciones para formar gobierno y elegir al nuevo primer ministro.[92][93]
- 11 de junio: Inauguración de la 19.ª edición de la Copa Mundial de Fútbol de 2010 por primera vez en continente Africano en Sudáfrica.[94]
- 12 de junio: en Eslovaquia se celebran elecciones parlamentarias; el partido gobernante Dirección-Socialdemocracia obtiene el primer lugar, pero lejos de la mayoría absoluta y además los partidos que son sus socios en el gobierno se hunden, por lo que se dificulta la reelección del primer ministro Robert Fico y se abre la posibilidad de un gobierno de centroderecha encabezado por Iveta Radičová.[95][96][97]
- 13 de junio:
  - En Bélgica se celebran elecciones parlamentarias; el partido nacionalista flamenco Nueva Alianza Flamenca obtiene la victoria en la región de Flandes y el primer lugar a nivel nacional, mientras en Valonia gana el Partido Socialista Valón (segundo lugar a nivel nacional). Estos resultados son considerados históricos porque la victoria de los independentistas flamencos podría encauzar el próximo proceso de reforma constitucional hacia la independencia de Flandes y la desaparición de Bélgica como país. Mientras tanto se prevé que pasen meses para poder formar gobierno.[98][99]
  - En Kirguistán miles de personas de la minoría uzbeka cruzan la frontera con Uzbekistán huyendo de los sangrientos enfrentamientos interétnicos entre kirguises y uzbekos en el sur del país que han dejado al menos 97 muertos y amenazan con desencadenar una guerra civil; mientras tanto, el gobierno provisional acusa al expresidente derrocado hace unos meses, Kurmanbek Bakíev, de estar detrás de la ola de violencia racial.[100]
- 16 de junio: en la provincia indonesia de Papúa, se registra un terremoto de 7,0.
- 18 de junio: en Kirguistán la Organización de las Naciones Unidas cifra en un millón de personas a los afectados por la violencia étnica entre kirguises y uzbekos, mientras la presidenta provisional del país Rosa Otunbáeva reconoce que podrían ser 2000 los muertos por el conflicto.[101][102]
- 20 de junio:
  - En Colombia se celebra la segunda vuelta de las elecciones presidenciales y resulta ganador el candidato oficialista Juan Manuel Santos con una mayoría aplastante (es el presidente más votado en la historia de Colombia en términos de cifras absolutas de sufragios populares).[103][104]
  - En Polonia se celebran elecciones presidenciales, pero será necesaria una segunda vuelta ya que el candidato ganador de esta primera vuelta, Bronisław Komorowski, no alcanzó la mayoría absoluta.[105]
- 23 de junio: Un terremoto de 5,0 sacude Canadá.
- 25 a 27 de junio: en Canadá se celebran dos cumbres internacionales, ambas en la provincia de Ontario: la 36.ª Cumbre del G8 en la región de Muskoka (25 y 26 de junio), y la cuarta cumbre del G20 en Toronto (26 y 27 de junio)[106]
- 30 de junio: Christian Wulff es elegido presidente de Alemania.
- 30 de junio: en el estado mexicano de Oaxaca se registra un terremoto de 6,3 que deja 1 fallecido y varios heridos.

### Julio
- 1 de julio:
  - Bélgica toma el relevo de España en la presidencia de turno semestral al frente de la Unión Europea.[107]
  - En Pakistán dos suicidas cometen un atentado terrorista contra un importante santuario islámico sufí en la ciudad de Lahore, dejando al menos 43 muertos.[108]
- 4 de julio:
  - en Polonia se celebra la segunda vuelta de las elecciones presidenciales; el liberal de centroderecha Bronisław Komorowski obtiene la victoria con un margen más ajustado de lo esperado.[109]
  - Se estrena en Telesistema 11 el programa Más Roberto, conducido por el comunicador, actor y productor dominicano Roberto Ángel Salcedo, siendo el sucesor espiritual del antiguo espacio de variedades 9X9 Roberto.
- 8 de julio: El primer vuelo de 24 horas de un avión impulsado por energía solar se completa con el Impulso Solar.[110]
- 9 de julio: en Pakistán el grupo terrorista Tehrik e Taliban Pakistan comete el atentado más sangriento en el país desde el año pasado cuando los miembros de un comando hacen detonar una o varias bombas en medio de un mercado cerca de un edificio gubernamental en el distrito de Mohmand, en la conflictiva región de las Áreas Tribales Administradas Federalmente, cerca de la ciudad de Peshawar; hubo al menos 102 muertos.[111][112]
- 10 de julio:
  - La sonda Rosetta sobrevuela el asteroide (21) Lutetia.
  - 1.5 millones de personas se manifiestan en Barcelona en defensa del Estatut.
- 11 de julio:
  - En Uganda al menos 74 personas mueren en dos atentados con bombas, en la ciudad capital de Kampala, mientras observaban la final de la Copa Mundial de la FIFA Sudáfrica 2010; los atentados fueron cometidos por el grupo terrorista somalí Al-Shabaab, una organización islamista ligada a Al Qaeda, que se vengaba así de Uganda por la participación de sus fuerzas militares en la fuerza multinacional africana que ayuda al gobierno de Somalia en su lucha contra Al-Shabaab y otros grupos insurgentes.[113]
  - Eclipse total de sol visible en el Océano Pacífico sur y parte de Sudamérica.

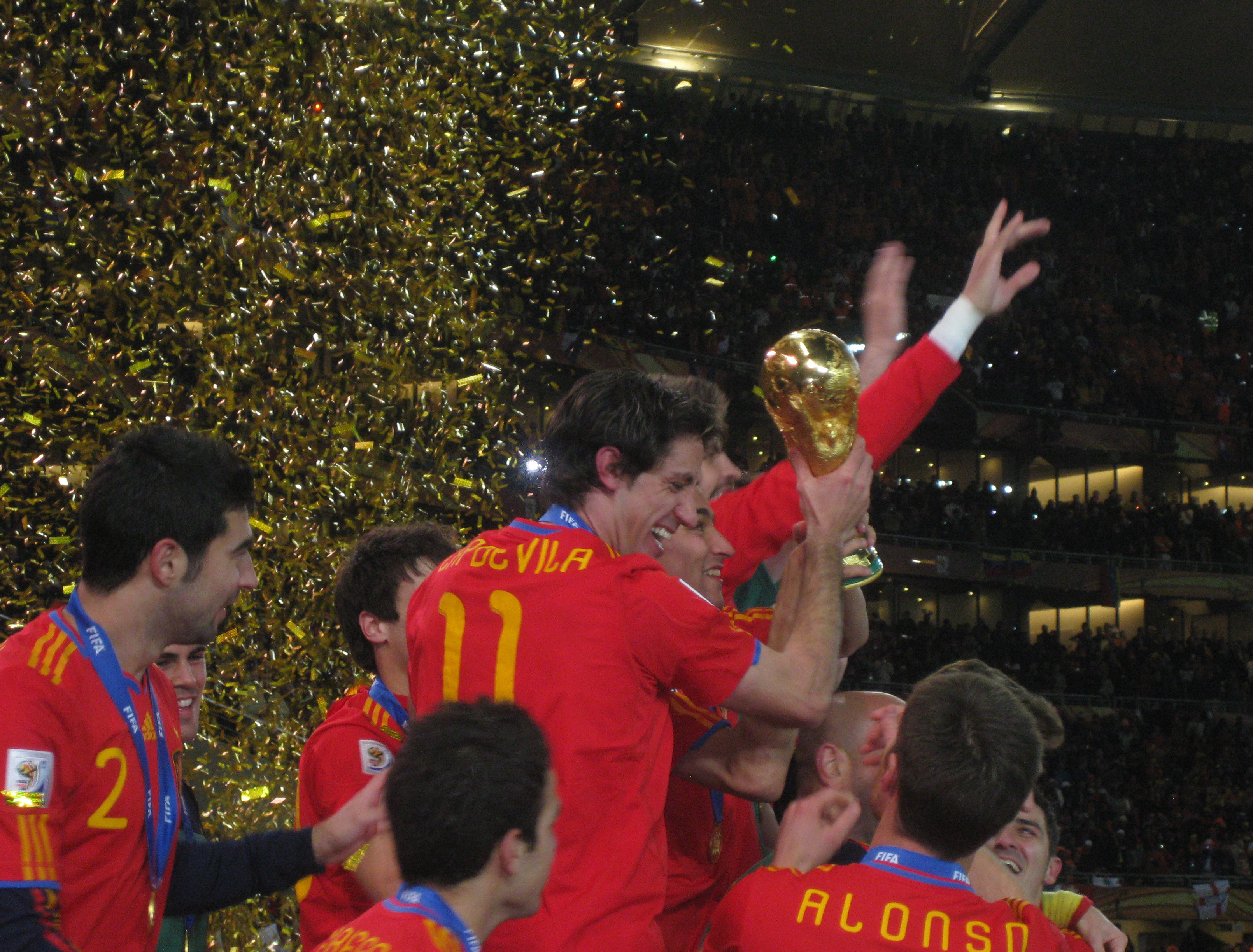
España gana la Copa Mundial de Fútbol de 2010

  - España gana la Copa Mundial de Fútbol de 2010En Johannesburgo (Sudáfrica) Finaliza la Copa Mundial de Fútbol de 2010 y España es la campeona del mundo por primera vez en suelo Africano al vencer en tiempo suplementario 0-1 a Países Bajos con un gol de Andrés Iniesta en el minuto 116.
- 16 de julio: Primeras publicaciones (de prueba) de Instagram realizadas por los co-desarrolladores Mike Krieger y Kevin Systrom en San Francisco;  el servicio se lanza públicamente el 6 de octubre.[114]
- 21 de julio: Eslovenia se convierte en el 32º miembro de la OCDE.
- 23 de julio: Creación de la banda One Direction formada por Harry Styles, Zayn Malik, Louis Tomlinson, Liam Payne y Niall Horan.
- 24 de julio: Una estampida en el Love Parade deja al menos 19 muertos y más de 100 heridos.[115]
  - Una serie de terremotos de 6,0 a 7,7 sacuden la isla filipina de Mindanao.
- 25 de julio: 
  - WikiLeaks, un editor en línea de material anónimo, encubierto y clasificado, filtra al público más de 90.000 informes internos sobre la participación liderada por Estados Unidos en la guerra de Afganistán de 2004 a 2010.[116]
  - Alberto Contador se proclama campeón del Tour de Francia, finalizado en los Campos Elíseos, aunque finalmente fue descalificado y entregado el premio a Andy Schleck.
- 28 de julio:
  - El Parlamento de Cataluña prohíbe que a partir del 1 de enero de 2012 se celebren corridas de toros en todo el territorio autonómico.
  - En Orense un incendio destruye el interior de la Capilla de los Remedios.
  - el vuelo 202 de Airblue se estrella cerca de Islamabad, Pakistán, matando a las 152 personas a bordo.
- 29 de julio: 
  - En Guadalajara, Jalisco se inaugura el Estadio Omnilife.
  - en Pakistán, las fuertes lluvias monzónicas comienzan a causar inundaciones generalizadas en la provincia pakistaní de Jaiber Pastunjuá Más de 1.600 personas mueren y más de un millón son desplazadas por las inundaciones.[117]
  - Se destapa el Caso PDVAL, también conocido como el caso Pudrval, escándalo político en Venezuela donde se encontraron toneladas de alimentos podridos torrente, que se importaron durante el gobierno de Hugo Chávez a través de subsidios de la empresa estatal PDVAL.[118]
- 30 de julio: Un terremoto de 5,6 en Irán deja 170 personas heridas.

### Agosto
- 5 de agosto: se produce un derrumbe en una mina situada cerca de la ciudad de Copiapó, Atacama, Chile, quedando atrapados treinta y tres mineros a setecientos metros de profundidad.[119]
- 7 de agosto: En Colombia, Juan Manuel Santos toma posesión como presidente para el período 2010-2014.
- 8 de agosto: se estrena en Color Visión, el programa de variedades Aquí se habla español conducido por el comunicador venezolano Daniel Sarcos, para el 2012 el programa fue movido hacia Antena Latina.
- 12 de agosto:
  - Se registra un terremoto de 7,2 en el oriente de Ecuador. Debido a que la profundidad fue de 235 km, no hubo un desastre en el país. Hubo 1 herido y daños leves. Fue sentido en la mayoría del país, Colombia y en parte de Perú.[120]
  - En Surinam el exdictador y golpista Dési Bouterse asume la presidencia.
- 14 de agosto: Comienzan los I Juegos Olímpicos de la Juventud 2010, realizados en Singapur
- 19 de agosto: Estados Unidos retira, dos semanas antes de lo previsto, la mayor parte de sus tropas de combate de Irak en lo que se considera el fin de la guerra; con la próxima retirada del remanente quedarán solamente unos cincuenta mil efectivos para ayudar en la formación de las fuerzas iraquíes.[121][122][123]
- 21 de agosto: en Australia se celebran elecciones parlamentarias; ni el oficialista Partido Laborista Australiano (socialdemócrata) ni la coalición opositora formada por el Partido Liberal de Australia y el Partido Nacional de Australia (centroderecha) lograron la mayoría absoluta. Los laboristas lograrían posteriormente formar un gobierno de minoría con el apoyo de diputados independientes.[124][125][126]
- 23 de agosto: La mexicana Ximena Navarrete se corona, ganadora del concurso Miss Universo 2010.
- 26 de agosto: Finalizan los I Juegos Olímpicos de la Juventud 2010, China obtuvo el primer puesto del medallero con 30 medallas de oro, 16 de plata y 5 de bronce.
- 27 de agosto: En Irán, un terremoto de 5,8 deja 4 muertos y 40 heridos.
- 30 de agosto:
  - el huracán Earl azota las Islas de Sotavento.[127]
  - en México, a 60 años del inicio de la televisión mexicana, inicia sus transmisiones a través del Canal 4 (XHTV-TV), FOROtv, el canal de noticias de Televisa, remplazando la programación y contenidos del canal de la misma empresa, 4TV.
- 31 de agosto: Estados Unidos retira sus últimos efectivos de combate de Irak y pone fin oficialmente a su misión de combate en la guerra que se libra en ese país; permanecerán sin embargo cincuenta mil efectivos militares estadounidenses en misiones de inteligencia y apoyo logístico y de entrenamiento a las fuerzas de seguridad iraquíes.[128][129]

### Septiembre
- 4 de septiembre:
  - En Santiago se inaugura tras una larga remodelación la primera etapa del Centro Cultural Gabriela Mistral (abreviado GAM), que ocupa las dependencias del antiguo Edificio Diego Portales, afectado por un incendio el 5 de marzo de 2006 y desde donde se proyectó su reconstrucción. Queda una segunda etapa del proyecto pendiente y se construiría el segundo semestre del 2015 (tras varias postergaciones).
  - Un fuerte terremoto de 7,1 sacude la región de Canterbury de Nueva Zelanda dejando un saldo de 2 muertos y más de 100 heridos.
- 5 de septiembre: la organización terrorista ETA anuncia en un comunicado a la cadena de televisión británica BBC a través de un vídeo, un cese de la "acciones armadas ofensivas".
- 7 de septiembre: Israel se convierte en el 33 miembro de la OCDE.
- 12 de septiembre: en Santiago, Chile, después de una remodelación se inauguró de nuevo el antiguo Estadio Nacional de Chile pasándose a llamar Estadio Nacional de Chile Julio Martínez Prádanos en honor a Julio Martínez Prádanos.
- 17 de septiembre: el Huracán Karl  impactó la costa oriental de México.
- 18 de septiembre: en Afganistán se celebran elecciones parlamentarias; ensombrecidas por la escasa participación del electorado, denuncias de fraude electoral en todo el país y ataques terroristas del movimiento Talibán que buscaba sabotear el proceso electoral y que dejaron al menos 14 muertos.[130]
  - La OMS anunció el fin de la pandemia de gripe A (H1N1). Se registraron más de 600,000 personas infectadas, y más de 18,000 personas fallecieron.[131]
- 19 de septiembre:
  - En Suecia se celebran elecciones parlamentarias; la coalición de centro-derecha en el poder liderada por el primer ministro Fredrik Reinfeldt obtiene la victoria, pero por estrecho margen no consigue la mayoría absoluta. El opositor Partido Socialdemócrata Sueco sufre uno de los peores resultados en su historia y el partido de extrema derecha Demócratas Suecos experimenta un fuerte avance que le permite entrar en el Parlamento con una gran representación y convertirse en árbitro de la situación política del país.[132][133][134]
  - Vincenzo Nibali se proclama campeón de la Vuelta a España, finalizada en Madrid, tras una disputa hasta el último día con Ezequiel Mosquera.
- 22 de septiembre: Anonymous inicia la Operación Payback, un ciberataque coordinado contra múltiples corporaciones, bufetes de abogados y políticos por la prohibición de sitios web de intercambio de archivos como LimeWire y The Pirate Bay, y también contra los políticos e instituciones financieras contra WikiLeaks, un sitio web de denuncias.[135]
- 23 de septiembre: En Colombia, miembros del Ejército y la Policía dan de baja al "Mono Jojoy", líder de las FARC durante la Operación Sodoma.
- 24 de septiembre: Bicentenario de la Primera Reunión de las Cortes Generales Españolas en San Fernando (Cádiz), encargadas de redactar la Constitución Española de 1812.[136]
- 26 de septiembre: Se celebran elecciones parlamentarias en Venezuela para elegir diputados de la Asamblea Nacional.[137]
- 29 de septiembre: en España tiene lugar una jornada de huelga general convocada por las dos principales centrales sindicales, Comisiones Obreras y Unión General de Trabajadores.[138][139]
- 30 de septiembre: Crisis política de Ecuador de 2010

### Octubre
- 3 de octubre: 
  - Se hace público descubre el primer planeta extrasolar con condiciones habitables, el Gliese 581 c situado a 20 años luz de la Tierra.
  - Alemania realiza el pago final de la reparación de la Primera Guerra Mundial.[140]
- 4 de octubre: 
  - Fallece el ex-piloto y empresario británico Peter Warr.
  - Fue lanzado el MS Queen Elizabeth de la cunard line.
- 6 de octubre: Instagram es lanzado globalmente.
- 10 de octubre:
  - El canal Sci Fi Channel cierra sus transmisiones en Latinoamérica.
  - Se disuelven las Antillas Neerlandesas, y las islas se dividen y se les da un nuevo estatus constitucional.[141]
  - Se estrena en el canal Hub Network (conocido como Discovery Kids en Latinoamérica) la serie infantil My Little Pony: Friendship is Magic creada por Lauren Faust, que creará un movimiento en internet y atraerá a muchos fanáticos jóvenes y adultos, autodenominados bronies.[142]
- 12 de octubre: inicio del viaje inaugural del MS Queen Elizabeth.

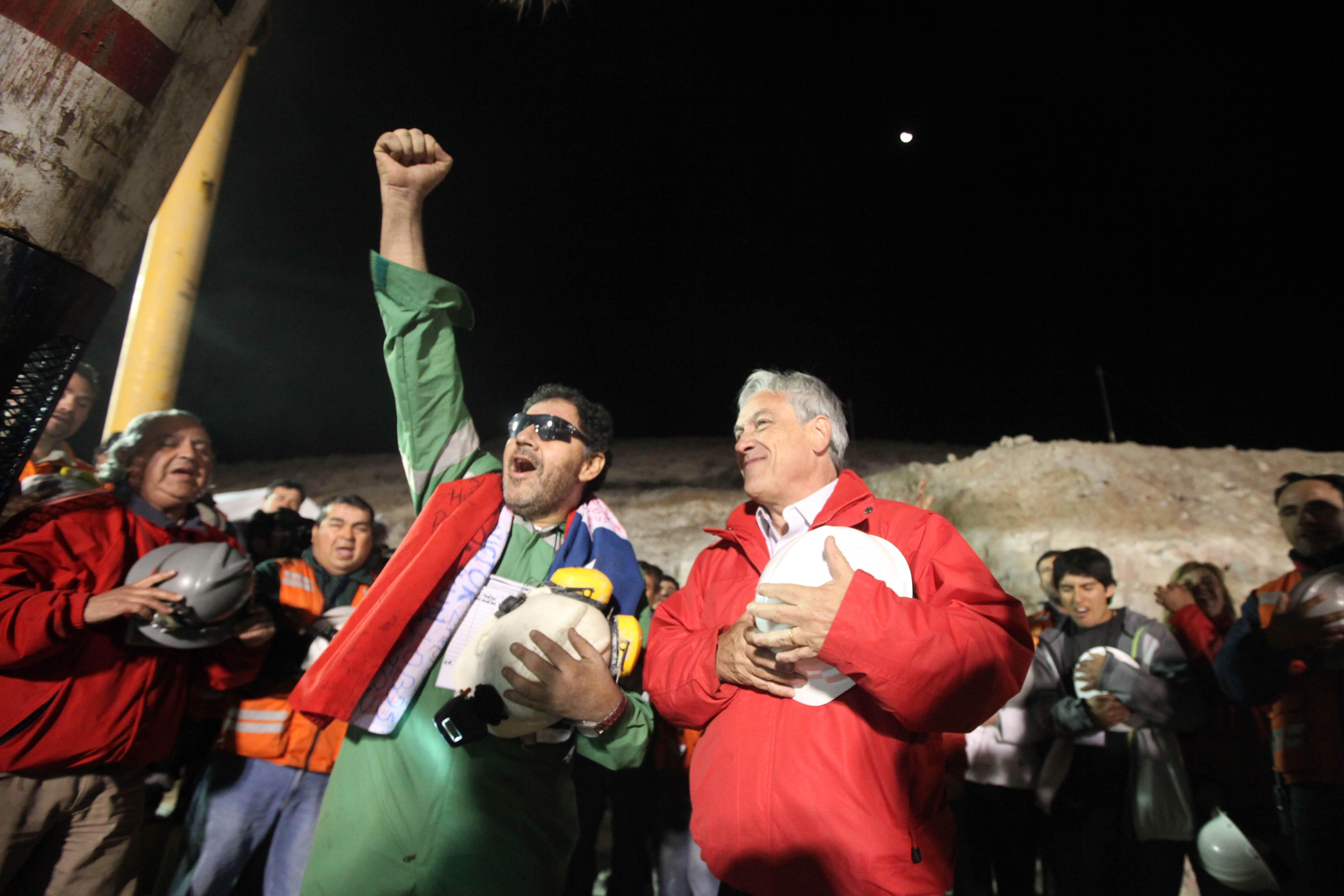
Rescate de los mineros de Chile.

- Rescate de los mineros de Chile.13 de octubre: finaliza con éxito el rescate de los treinta y tres mineros atrapados, desde hace sesenta y nueve días, en la Mina San José en Chile.[143]
- 14 de octubre: en los Países Bajos, Mark Rutte se convierte en primer ministro.
- 15 de octubre: el presidente del gobierno español José Luis Rodríguez Zapatero alcanza un pacto parlamentario con el PNV y con Coalición Canaria para el resto de la legislatura.[144]
- 18 de octubre: se publica oficialmente y para todo el público la aplicación de mensajería gratuita WhatsApp
- 20 de octubre: es asesinado el militante Mariano Ferreyra en una manifestación de trabajadores ferroviarios.
- 21 de octubre: toma posesión en España el nuevo gobierno nombrado por José Luis Rodríguez Zapatero, en el que Alfredo Pérez Rubalcaba asume la vicepresidencia.[145]
- 22 de octubre: Se produce la filtración de documentos de la guerra de Irak, considerada la mayor filtración del gobierno de Estados Unidos en la historia. WikiLeaks es responsable de revelar 391832 documentos sobre la guerra de Irak de 2003 que revelaron que aproximadamente el 60% de las muertes iraquíes fueron víctimas civiles, el proyecto de recuento de cadáveres de la guerra de Irak muestra que el porcentaje de víctimas está más cerca del 80%.[146]
- 25 de octubre: 
  - Un terremoto de 7,8 sacude las islas Mentawai en la isla indonesia de Sumatra provocando un tsunami que deja un saldo de 711 muertos.
  - La artista Taylor Swift lanza su álbum Speak Now.
- 26 de octubre: Las repetidas erupciones del volcán Monte Merapi en Java Central, Indonesia, y los flujos piroclásticos de gas hirviente, piedra pómez y ceniza volcánica que descienden del volcán en erupción matan a 353 personas y obligan a cientos de miles de residentes a evacuar. [147]
- 27 de octubre: en Argentina, fallece el expresidente argentino Néstor Kirchner.
- 28 de octubre: Dilma Rousseff es elegida como la primera presidenta mujer de la historia de Brasil.

### Noviembre
- 1 de noviembre: aparece muerto el joven colombiano Luis Andrés Colmenares, lo que da inicio al Caso Colmenares.
- 2 de noviembre: En Estados Unidos se celebraron las elecciones al Senado y la Cámara de Representantes, en medio del primer mandato del presidente demócrata Barack Obama. Los republicanos pusieron fin al control demócrata unificado del Congreso y la presidencia al ganar la mayoría en la Cámara de Representantes.
- 3 de noviembre: Un terremoto de 5,5 sacude Serbia dejando 2 muertos y más de 100 heridos.
- 7 de noviembre: la venezolana Elizabeth Mosquera es coronada como Miss Internacional 2010, otorgándole la sexta corona a Venezuela en dicho concurso.
- 13 de noviembre: 
  - La política opositora birmana Aung San Suu Kyi es liberada de su arresto domiciliario después de haber estado encarcelada desde 1989.[148]
  - Se subió a YouTube un vídeo recopilatorio de errores de la quinta temporada de "Everybody Loves Raymond". En julio de 2024, el vídeo tiene más de 12,7 millones de visitas, lo que lo convierte en uno de los vídeos más vistos en la categoría "Comedia" del sitio. [149]
- 14 de noviembre: Sebastian Vettel, se convierte en el piloto más joven en obtener el título de Campeón Mundial de Fórmula 1 tras conseguir la victoria en el Gran Premio de Abu Dabi.
- 18 de noviembre: muere en la ciudad de Nueva York, el popular comunicador, humorista y productor dominicano Freddy Beras Goico de un cáncer en el estómago.
- 21 de noviembre: Los países de la eurozona acuerdan un paquete de rescate para la República de Irlanda del Fondo Europeo de Estabilidad Financiera en respuesta a la crisis financiera del país. [150]
- 22 de noviembre: Se inicia el nuevo CNN en Español.
- 23 de noviembre: Corea del Norte bombardea la isla de Yeonpyeong, lo que provoca una respuesta militar de Corea del Sur. El incidente provoca una escalada de tensión en la península coreana y provoca una condena internacional generalizada. Las Naciones Unidas declaran que se trata de uno de los incidentes más graves desde el final de la Guerra de Corea.

Wikileaks revela al mundo los cables diplomáticos de Estados Unidos.

- Wikileaks revela al mundo los cables diplomáticos de Estados Unidos.28 de noviembre: WikiLeaks publica una colección de más de 250.000 cables diplomáticos estadounidenses, incluyendo 100.000 marcados como "secretos" o "confidenciales".[151]
- 29 de noviembre al 10 de diciembre:[152] XVI Conferencia sobre Cambio Climático, también conocida como 16.ª Cumbre del Clima o COP 16 (16.ª Conferencia de las Partes de la Convención Marco de las Naciones Unidas sobre el Cambio Climático), que sirve asimismo como 6.ª Conferencia de las Partes del Protocolo de Kioto.

### Diciembre
- 2 de diciembre: la FIFA anuncia las sedes de la Copa Mundial de Fútbol de 2018, eligiendo a Rusia y la Copa Mundial de Fútbol de 2022 designando a Catar.
- 3 a 4 de diciembre: Tiene lugar el Teletón México, en el que se recaudaron 446 millones de pesos en puestos para niños con discapacidad.
- 4 de diciembre:
  - En España el gobierno declara el estado de alarma por el abandono de sus puestos de trabajo de los controladores aéreos.[153][154][155]
  - Brasil reconoce el Estado palestino en sus fronteras de 1967.[156]
  - Científicos de la NASA descubren una bacteria capaz de sintetizar arsénico, un elemento químico que se creía que era venenoso para cualquier forma de vida.[157]
  - El vuelo 372 de Dagestan Airlines realiza un aterrizaje de emergencia en Moscú, resultando en dos fallecidos y múltiples heridos.
- 5 de diciembre: en Bello un alud sepultó a 82 personas en una comuna y dejó a 225 damnificadas por el invierno en la región.
- 10 de diciembre: en Liúbertsi, a 20 km de Moscú (Rusia), el astrónomo aficionado Leonid Yelenin descubre el cometa C/2010 X1, que será llamado cometa Elenín.
- 16 de diciembre: la Cámara de Representantes de Estados Unidos. aprueba la derogación de la ley "no preguntes, no digas".[158]
- 17 de diciembre:
  - Montenegro es aceptado como candidato al ingreso en la Unión Europea.
  - En Túnez inicia la Revolución tunecina, cuando el joven Mohamed Bouazizi se quema a lo bonzo como protesta, provocando que en días posteriores iniciara una serie de fuertes protestas por todo el país. El movimiento también sería mecha para que el mundo árabe iniciaría una serie de protestas en 2011.
- 20 de diciembre: 
  - Europa se enfrenta a un temporal de frío y nieve. Gran Bretaña queda aislada del tráfico aéreo.[159]
  - En Irán, un terremoto de 6,6 deja 11 muertos y más de 100 heridos.
- 21 de diciembre: El primer eclipse lunar total que ocurre en el día del solsticio de invierno del norte y el solsticio de verano del sur desde 1638.[160]
- 24 de diciembre: se producen sendos terremotos en Vanuatu, de magnitud 7,5,[161] y en Puerto Rico, de magnitud 5,1, ambos sin producir víctimas.
- 26 de diciembre: en Bolivia con la aprobación de un decreto promulgado por el gobierno de Evo Morales se produce la nivelación en el precio de los carburantes en Bolivia surgiendo fuertes demandas por parte de la población.
  - Un terremoto de 4,7 sacude la ciudad neozelandesa de Christchurch causando daños importantes.
- 30 de diciembre: un terremoto de 3,8 sacude el estado de Indiana, siendo sentido por miles de personas.
- 31 de diciembre: Luiz Inácio Lula da Silva se despide de la presidencia de Brasil.

### Sin fecha concreta
- Fundación de la empresa Visual Blasters, con sede en Orlando, Florida.

## Arte y literatura

### Premio Cervantes
- Ana María Matute.[162]

### Premio Nadal
- Lo que esconde tu nombre de  Clara Sánchez.[163]

### Premio Planeta
- Ganadora: Riña de gatos. Madrid, 1936 de  Eduardo Mendoza.[164]
  - Finalista: El tiempo mientras tanto de  Carmen Amoraga.[165]

### Premio Otras Voces, Otros Ámbitos
- Ganadora: Aurora Venturini por Las Primas, 2007[166]

## Ciencia y tecnología
- 2 de abril: en España,[167] dentro del plan nacional de transición a la Televisión Digital Terrestre (TDT) se produjo el apagón analógico.[168]
- 14 de junio: la sonda espacial japonesa Hayabusa, tras un viaje de siete años, aterriza en Woomera (Australia), habiendo recogido muestras del suelo del asteroide Itokawa en noviembre de 2005.[169]
- Fin del programa del transbordador espacial.

## Videojuegos
- 23 de febrero: Lanzamiento de Sonic & Sega All-Stars Racing.
- 1 de marzo: Lanzamiento de Mega Man 10.
- 1 de marzo: Lanzamiento del mundo virtual en línea Mundo Gaturro.
- 18 de marzo: Lanzamiento del God of War III.
- 21 de abril: Lanzamiento de Fruit Ninja.
- 29 de abril : Lanzamiento de Metal Gear Solid: Peace Walker.
- 23 de mayo: Lanzamiento de Super Mario Galaxy 2 en Estados Unidos,[170] en otros países sale al mercado en fechas posteriores.[171]
- 25 de mayo: Lanzamiento de Blur (videojuego) en Estados Unidos. En Europa se lanza el 28 de mayo.
- 22 de julio: Outfit7 lanza por primera vez Talking Tom.
- 10 de agosto: Ubisoft en asociación con Universal Pictures lanza Scott Pilgrim vs. the World: The Game como medio para publicitar el filme basado en los cómics.
- 24 de agosto: 2k Games lanza Mafia II
- 10 de septiembre: EasyGameStation de la mano de Carpe Fulgur lanzan al mercado occidental el juego Recettear: An Item Shop´s Tale, que sentó un precedente en la industria al ser el primer de estilo dōjin soft en ser exportado desde Japón.
- 14 de septiembre: Microsoft en asociación con Bungie lanzan Halo Reach para la Xbox 360 siendo el último juego en ser desarrollado para la serie.
- 28 de septiembre: Lanzamiento del Last Window: El secreto de Cape West.
- 7 de octubre: Lanzamiento de Sonic the Hedgehog 4 Episode 1.
- 17 de octubre: Lanzamiento de Kirby's Epic Yarn
- 19 de octubre: Lanzamiento de Fallout New Vegas por Obsidian Entertainment y Bethesda Softworks.
- 16 de noviembre: Lanzamiento de Sonic Colors.
- 21 de noviembre: Lanzamiento de Donkey Kong Country Returns.
- 25 de noviembre: Se lanza en Japón Mario Sports Mix.
- Konami publica Dance Dance Revolution X2, que sería la versión arcade n.º 12.
- Red Dead Redemption de Rockstar Games.
- Cuphead inicia su desarrollo; 7 años después el juego sería lanzado por Studio MDHR.

## Deporte

### Juegos Olímpicos
- Juegos Olímpicos de Vancouver del 12 al 28 de febrero.
- I Juegos Olímpicos de la Juventud de Verano del 14 al 26 de agosto en Singapur.

### Juegos internacionales
- IX Juegos Deportivos Suramericanos del 19 de marzo al 30 de marzo en Medellín, Colombia.
- IX Juegos Deportivos Centroamericanos del 9 al 19 de abril en sedes de Panamá y El Salvador.
- XXI Juegos Centroamericanos y del Caribe del 18 de julio al 1 de agosto en Mayagüez, Puerto Rico.
- XVI Juegos Asiáticos del 12 al 27 de noviembre en Cantón, China.[172]

### Atletismo
- Campeonato Europeo de Atletismo:

- Campeonato iberoamericano de atletismo, en San Fernando (Cádiz).

### Automovilismo
- Fórmula 1: del 14 de marzo al 14 de noviembre.
  - Campeonato de pilotos:  Sebastian Vettel.[173]
  - Campeonato de constructores:  Red Bull-Renault.[174]

- Campeonato Mundial de Rally: del 12 de febrero al 14 de noviembre.
  - Campeonato de Pilotos:  Sebastien Loeb.
  - Campeonato de Constructores:  Citroën.

- Rally Dakar: del 1 al 17 de enero.  Cyril Despres (motos);  Carlos Sainz (coches);[175] Vladímir Chagin (camiones);  Marcos Patronelli (cuatrimotos).

### Baloncesto
- Campeonato Mundial: del 28 de agosto al 12 de septiembre en Turquía.[176]

  Estados Unidos
  Turquía
  Lituania
- Euroliga: del 7 al 9 de mayo en París:  FC Barcelona se proclama campeón por segunda vez.[177]
- Liga Nacional de Baloncesto: Cañeros de La Romana se proclaman campeones al derrotar a los Tiburones de Puerto Plata 4-1.

### Ciclismo
- Vuelta a España:  Vincenzo Nibali
- Tour de Francia:  Alberto Contador
- Giro de Italia:  Ivan Basso.[178]

### Fútbol
- 23 de mayo: All Boys vuelve a la Primera División de Argentina, luego de 30 años, derrotando a Rosario Central en la promoción.[179]

- 16 de julio: Se cumplen 60 años del Maracanazo

#### Campeonatos por selecciones

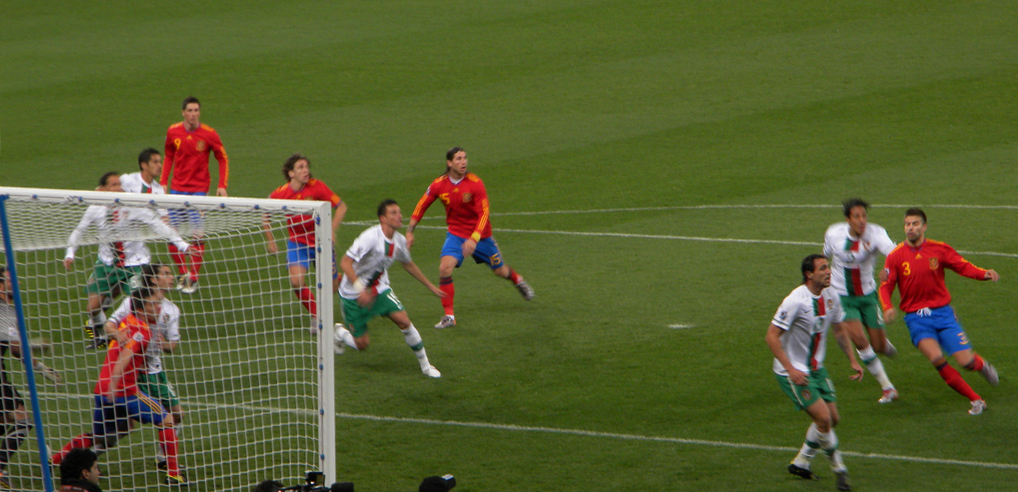
Partido de la Copa Mundial de Fútbol entre la selección española y portuguesa.

- Copa Africana de Naciones: del 10 al 31 de enero en Angola.  Egipto consigue el título al vencer a  Ghana por 1 a 0.[180]
- Copa Mundial de Fútbol: del 11 de junio al 11 de julio en Sudáfrica.  España consigue el título al vencer en la final, prórroga incluida, a  Países Bajos por 1 a 0.[181]

  España
  Holanda
  Alemania
- Copa Mundial Femenina de Fútbol Sub-20: del 13 de julio al 1 de agosto en Alemania.  Alemania consigue el título al vencer en la final a  Nigeria por 2 a 0.[182]

#### Campeonatos internacionales
- Copa Libertadores de América:  Internacional.

- Copa Sudamericana:  Independiente.

- Recopa Sudamericana:  LDU Quito.

- Liga de Campeones:  Inter de Milán.[183]

- UEFA Europa League:  Atlético de Madrid.[184]

- Supercopa de Europa:  Atlético de Madrid.

- Copa Liga de Campeones de la CONCACAF:  Pachuca

- Liga de Campeones de la AFC:  Seongnam Ilhwa.

- Liga de Campeones de la CAF:  TP Mazembe.

- Liga de Campeones de la OFC:  Hekari United

- Copa Mundial de Clubes:  Inter de Milán

#### Campeonatos nacionales
- Argentina:
  - Torneo Clausura: Argentinos Juniors.[185]
  - Torneo Apertura: Estudiantes de La Plata.[186]

- Alemania:
  - 1. Bundesliga: FC Bayern de Múnich

- Brasil:
  - Serie A: Fluminense

- Chile:
  - Primera División de Chile: Universidad Católica
  - Copa Chile: Municipal Iquique

- Colombia:
  - Torneo Apertura: Junior
  - Torneo Finalización: Once Caldas

- Costa Rica:
  - Primera División: Deportivo Saprissa (Verano) / Liga Deportiva Alajuelense (Invierno).

- Ecuador:
  - Serie A: Liga de Quito

- España:
  - Primera División: FC Barcelona.[187]
  - Copa del Rey: Sevilla FC.[188]
  - Supercopa: FC Barcelona

- Francia:
  - Ligue 1: Olympique de Marsella

- Inglaterra:
  - FA Premier League: Chelsea FC

- Italia:
  - Serie A: Inter de Milán

- México:
  - Torneo Bicentenario 2010: Toluca.[189]
  - Torneo Apertura: Monterrey.[190]

- Países Bajos:
  - Eredivisie: FC Twente

- Paraguay:
  - Torneo Apertura: Guaraní
  - Torneo Clausura: Libertad

- Perú:
  - Liga Peruana de Fútbol: Club Deportivo Universidad de San Martín de Porres

- Uruguay:
  - Primera División: Club Atlético Peñarol

- Venezuela:
  - Clausura 2010: Caracas Fútbol Club
  - Campeón de 1.ª 2009/10: Caracas Fútbol Club
  - Apertura 2010: Deportivo Táchira

#### Trofeos
- Bota de Oro:  Lionel Messi.

- Balón de Oro:  Lionel Messi.

- Futbolista africano del año:  Samuel Eto'o.

- Anexo:Futbolista del año en Sudamérica:  Andrés D'Alessandro.

### Fútbol americano
- Super Bowl: New Orleans Saints.[191]

### Motociclismo

#### Campeonato Mundial de Motociclismo
- MotoGP:  Jorge Lorenzo

- Moto2:  Toni Elías

- 125cc:  Marc Márquez

- Superbikes:  Max Biaggi

#### Campeonato Europeo de Motociclismo
- 125cc:  Maverick Viñales

- Moto2:  Carmelo Morales

- Stokc Extreme:  Santiago Barragan

### Tenis
- Abierto de Australia 2010: del 18 al 31 de enero.  Roger Federer (hombres)[192] y  Serena Williams (mujeres).[193]

- Roland Garros: del 23 de mayo al 6 de junio.  Rafael Nadal (hombres)[194] y  Francesca Schiavone (mujeres).[195]

- Wimbledon: del 21 de junio al 4 de julio.  Rafael Nadal (hombres) y  Serena Williams (mujeres).

- Abierto de los Estados Unidos: del 30 de agosto al 12 de septiembre.  Rafael Nadal (hombres) y  Kim Clijsters (mujeres).

- WTA Tour Championships: del 26 al 31 de octubre.  Kim Clijsters.

- ATP World Tour Finals: del 21 al 28 de noviembre.  Roger Federer.

- Copa Davis:  Serbia

- Copa Federación:  Italia

### Otros deportes

#### Taekwondo
- VIII Campeonato Mundial Juvenil: del 6 al 9 de marzo en Tijuana, México.[196]

#### Voleibol
- Campeonato Mundial de Voleibol Masculino: del 25 de septiembre al 10 de octubre en Italia.

  Brasil
  Cuba
  Italia

## Televisión
- 29 de octubre: se estrenó en History Latinoamérica el especial de televisión Latinoamérica sin humanos.
- 12 de diciembre: el canal ecuatoriano RTS cumple sus 50 años de estar transmitiendo para Ecuador.
- 18 de diciembre: El Canal 8 (actualmente Telefe Mar del Plata) cumple sus 50 años de estar transmitiendo para Mar del Plata.

### Eventos ficticios
En la serie de televisión Los Simpson, se fecha la muerte de Seymour Skinner en este año.

## Premios Nobel
- Física: Andre Geim y Konstantin Novoselov.[197]
- Química: Richard Heck, Ei-ichi Negishi y Akira Suzuki.[198]
- Medicina: Robert Edwards.[199]
- Literatura: Mario Vargas Llosa.[200]
- Paz: Liu Xiaobo.[201]
- Economía: Peter A. Diamond, Dale Mortensen y Christopher A. Pissarides.[202]

## Premios Príncipe de Asturias
- Artes: Richard Serra.[203]
- Ciencias Sociales: equipo arqueológico que descubrió los Guerreros de terracota.[204]
- Comunicación y Humanidades: Zygmunt Bauman y Alain Touraine.[205]
- Concordia: Manos Unidas.[206]
- Cooperación Internacional: Organización Nacional de Trasplantes (ONT) y The Transplantation Society (TTS).[207]
- Deportes: Selección de fútbol de España.[208]
- Investigación Científica y Técnica: David Julius, Linda R. Watkins y Baruch Minke.[209]
- Letras: Amin Maalouf.[210]

## Premio Goncourt
- Michel Houellebecq[211]

## Premio Xavier Villaurrutia
- Sergio Mondragón

## Premio Carlomagno
- Donald Tusk

## Conmemoraciones y fiestas
- 14 de diciembre: Cincuentenario de la Declaración sobre la concesión de la independencia a los países y pueblos coloniales[212]